# 詹姆斯·斯蒂尔曼·洛克菲勒
詹姆斯·斯蒂尔曼·洛克菲勒（英語：James Stillman Rockefeller，1902年6月8日—2004年8月10日），美国男子赛艇运动员。他曾代表美国参加1924年夏季奥林匹克运动会赛艇比赛，获得男子八人单桨有舵手金牌。他是洛克斐勒家族的一員，威廉·洛克菲勒的孫子。